# Gözüküçüklü, Alanya
Gözüküçüklü là một xã thuộc huyện Alanya, tỉnh Antalya, Thổ Nhĩ Kỳ. Dân số thời điểm năm 2011 là 373 người.